# 空气透视
空气透视（英語：或）指绘画中用清晰度、色度来表现物体远近的技法。由于空气的阻隔，远处的物体和近处的物体相比色彩更加黯淡，清晰度也更差。